# Христианские правые
Христиа́нские пра́вые (англ. christian right) или религио́зные пра́вые (англ. religious right) — христианские политические фракции, для которых характерна решительная поддержка социально-консервативной и традиционалистской политики. Христианские консерваторы стремятся влиять на политику и обеспечить государственную поддержку своей интерпретации христианского учения.
В Соединённых Штатах христианские правые представляют собой неформальную коалицию, сформированную вокруг ядра, состоящего в основном из белых консервативных протестантов-евангелистов и католиков. Христианские правые получают поддержку от политически консервативных традиционных протестантов и членов Церкви Иисуса Христа Святых последних дней. Движение уходит корнями в американскую политику ещё в 1940-е годы и стало особенно влиятельным с 1970-х годов. Его влияние основано на активности широких масс, а также на сосредоточённости на социальных проблемах и способности мотивировать электорат вокруг этих проблем.
Христианские правые примечательны продвижением социально консервативных позиций по таким вопросам, как школьная молитва, разумный замысел, трезвость, христианский национализм и саббатарианство, а также оппозиция исследованиям эмбриональных стволовых клеток, правам ЛГБТ, половому просвещению, абортам и порнографии. Хотя термин христианские правые чаще всего ассоциируется с политикой в Соединённых Штатах, аналогичные христианские консервативные группы можно найти в политических культурах других стран с христианским большинством.

## Терминология
Христианские правые «также известны как «новые христианские правые» (англ. New Christian Right, NCR) или «религиозные правые» (англ. Religious Right), хотя некоторые считают термин «религиозные правые» немного более широкой категорией, чем «христианские правые».
Американский политолог Джон С. Грин из Pew Research Center заявляет, что Джерри Фолуэлл использовал термин «религиозные правые», чтобы описать себя. Гэри Шнибергер, вице-президент по связям со СМИ и общественностью христианско-фундаменталистской организации Focus on the Family, заявляет, что «термины, подобные „религиозные правые“, традиционно использовались в уничижительном смысле для обозначения экстремистов. Фраза „социально-консервативные евангелисты“ не очень захватывающе, но это, безусловно, лучший способ сделать это».
Евангелические лидеры, такие как Тони Перкинс из Совета по исследованию семьи, обратили внимание на проблему отождествления термина «правые христиане» с евангелистами. Хотя евангелисты составляют основную часть правых христиан, не все евангелисты подходят под это описание, и ряд католиков также являются частью основной базы христианских правых. Проблема описания усложняется ещё и тем, что ярлык «религиозный консерватор» может относиться и к другим религиозным группам. Например, христиане-анабаптисты (в первую очередь амиши, меннониты, гуттериты, общины Брудерхоф и данкеры) консервативны в теологическом, социальном и культурном отношении; однако с этими христианскими конфессиями не связаны открыто политические организации, обычно они не вовлечены, незаинтересованы, апатичны или безразличны к политике.

## История

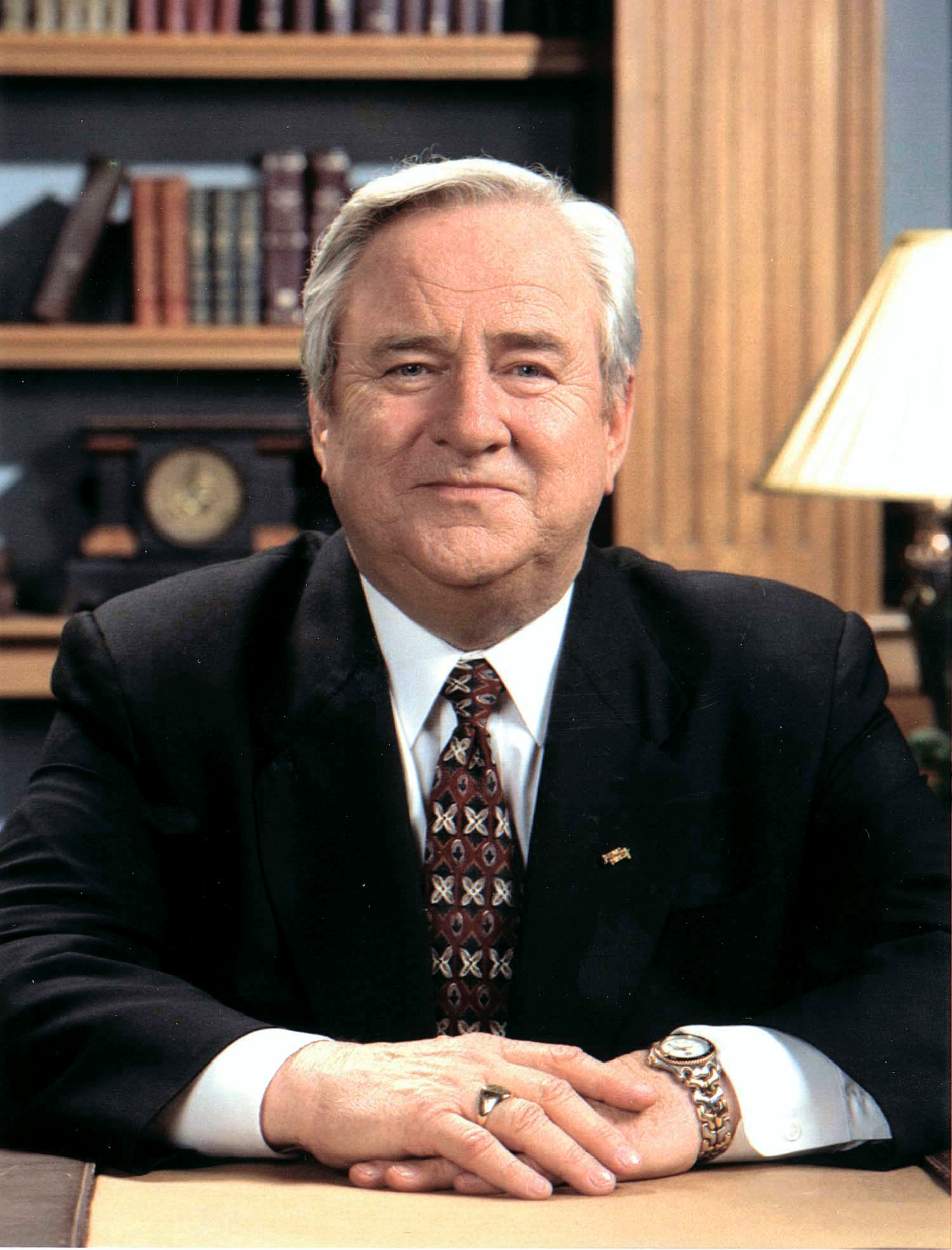
Джерри Фолуэлл, создав христианскую политическую организацию «», сделал ключевой шагом в формировании «новых христианских правых».

В 1863 году представители одиннадцати христианских конфессий в Соединённых Штатах организовали Национальную ассоциацию реформ с целью внесения так называемой «Христианской поправки» в Конституцию США, чтобы сделать страну христианским государством. Национальная ассоциация реформ считается одной из первых организаций правых христиан, в которой приверженцы нескольких христианских конфессий работали вместе, пытаясь закрепить роль христианства в американской политике.
Ранние организации правых христиан, такие как Христианская гражданская лига штата Мэн, основанная в 1897 году, поддерживали движение за трезвость, в частности, выступая за запрет алкоголя.
Американский религиовед Патрисия Кокс Миллер заявляет, что «союз между евангельскими лидерами и католическими епископами был краеугольным камнем христианских правых на протяжении почти двадцати лет». С конца 1970-х годов христианские правые были заметной силой как в американской политике в целом, так и в Республиканской партии в частности, когда баптистский пастор Джерри Фолуэлл и другие влиятельные телепроповедники начали призывать консервативных христиан к активному участию в политическом процессе. Активизация правых христиан привела к изменинию платформы Республиканской партии 1980 года, в том числе добавилась поддержка идеи восстановления школьной молитвы. Последующие десятилетия были важным периодом политических дебатов, и в то же время религиозные граждане стали более политически активными в период времени, названный «Новыми правыми христианами». Хотя в целом Республиканская партия также выступала против абортов, склонялась к ограничению финансирования абортов налогоплательщиками и принятию поправки к конституции, которая восстановит защиту права на жизнь для нерождённых детей, она также признала тот факт, что многие американцы, в том числе коллеги-республиканцы, разделились по этому вопросу. Примерно с 1980 года христианские правые были связаны с несколькими институтами, включая «Моральное большинство», Христианскую коалицию, Focus on the Family и Совет по исследованию семьи.
В то время как влияние христианских правых обычно прослеживается до президентских выборов 1980 года, Дэниел К. Уильямс утверждает в своей книга God's Own Party, что они фактически были вовлечены в политику на протяжении большей части XX века. Он также отмечает, что христианские правые были в союзе с Республиканской партией ещё в 1940-х—1960-х годах по таким вопросам, как противостояние коммунизму и защита «протестантского морального порядка».
В свете государственного атеизма, поддерживаемого коммунистическими странами, секуляризм стал рассматриваться многими американцами как самая большая угроза американским и христианским ценностям, и к 1980-м годам католические епископы и евангелисты начали вместе работать над такими проблемами. такие как аборт.
Отчуждение консервативно настроенных южных демократов от Демократической партии способствовало подъёму правых, поскольку контркультура 1960-х годов спровоцировала страх перед социальной дезинтеграцией. Кроме того, по мере того, как Демократическая партия стала отождествляться с позицией за права на аборты и с нетрадиционными общественными ценностями, всё большее число социальных консерваторов присоединялось к Республиканской партии.
В 1976 году президент США Джимми Картер получил поддержку правых христиан во многом благодаря своему широко известному обращению в веру. Однако духовная трансформация Картера не компенсировала его либеральную политику в умах христианских консерваторов, что отражено в словах Джерри Фолуэлл о том, что «американцы буквально стояли в стороне и наблюдали, как безбожные, бесхарактерные лидеры поставили нашу нацию на грань смерти».

## Активизм

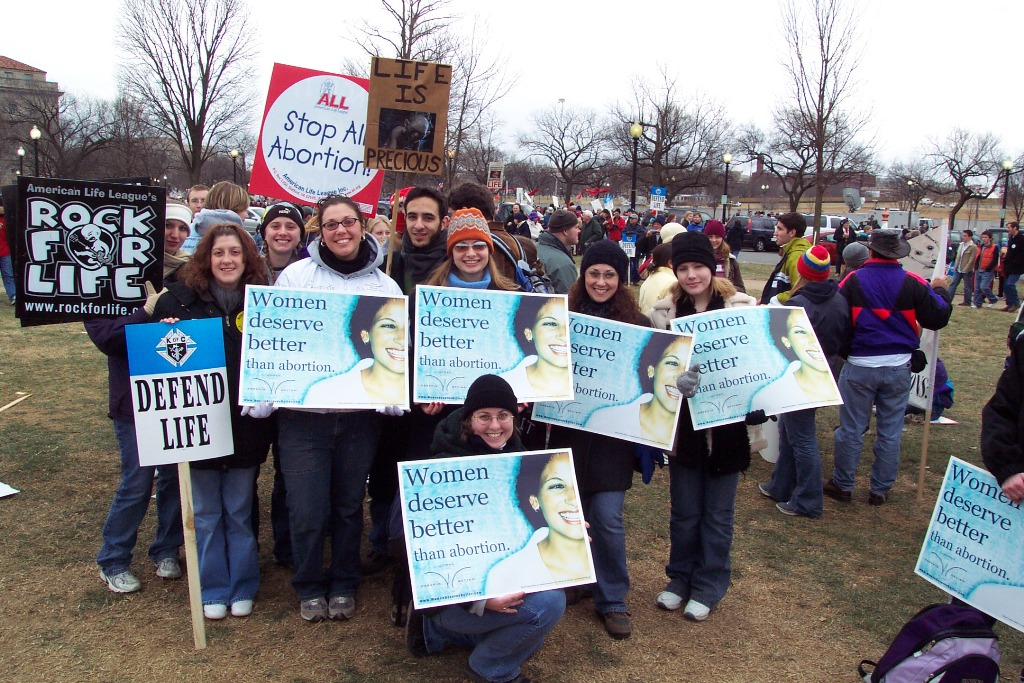
Демонстранты на «Марше за жизнь» 2004 года в Вашингтоне (округ Колумбия).

Христианские правые участвовали в кампаниях за запрет абортов, эвтаназии, противозачаточных средств, порнографии, азартных игр, непристойности, гомосексуальности и сексуального образования, за христианский национализм, саббатарианство, санкционированные государством молитвы в государственных школах, введение креационизма в школьные программы и учебники. Решение Верховного суда США сделать аборт конституционно защищённым правом в постановлении по делу «Роу против Уэйда» 1973 года стало движущей силой подъёма правых христиан в 1970-х годах. Изменение политического контекста привело к тому, что христианские правые стали выступать и по другим вопросам, таким как противодействие эвтаназии и кампания за половое просвещение, ограниченное воздержанием.
Ральф Рид, председатель Христианской коалиции, заявил, что президентская кампания Пэта Робертсона в 1988 году стала «политическим горнилом», приведшим к росту количества и влияния правых христианских групп в Соединённых Штатах.
Американский историк религии Рэндалл Балмер, с другой стороны, предположил, что рост движения «Новые правые христиане» был связан не с проблемой абортов, а скорее с отказом частного евангелического Университет Боба Джонса подчиниться постановлению Верховного суда 1971 года по делу «Койт против Грина», которое разрешило Службе внутренних доходов (IRS) сбор штрафов с частных религиозных учебных заведений, нарушивших федеральные законы.

### Низовой активизм
Во многом влияние христианских правых в американской политической системе объясняется их высокой явкой на избирательные участки. Избиратели, разделяющие взгляды правых христиан, сильно мотивированы и стремятся высказать точку зрения по волнующим их вопросам, как на выборах, так и в интернете и на улице. Помимо высокой явки избирателей, они также активно посещают политические мероприятия, распространяют литературы и агитируют «от двери к двери». Правые христиане готовы выполнять избирательную работу, необходимую для избрания их кандидата, при этом из-за высокого уровня преданности своим идеям они готовы работать бесплатно.

### Политические лидеры и институты
Новые религиозной правые, такие как группа Роберта Гранта «Христианский голос», «Моральное большинство» Джерри Фолуэлла, «Религиозный круглый стол» Эда Макатира, Focus on the Family Джеймса Добсона, Free Congress Foundation и Heritage Foundation Пола Вейриха и Христианская радиовещательная сеть Пэта Робертсона, сочетали консервативную политику с евангелистскими и фундаменталистскими учениями. Однако рождение новых христианских правых обычно прослеживается до встречи 1979 года, на которой телеевангелиста Джерри Фолуэлла призвали создать организацию «Моральное большинство». В 1979 году Вейрих в беседе с Фолуэллом заметил, что существует «моральное большинство» американцев, готовых быть призванными к политическим действиям. Позже Вейрих вспоминал в интервью Milwaukee Journal Sentinel в 2007 году, что после того, как он упомянул термин «моральное большинство», Фолуэлл «повернулся к своим людям и сказал: „Это название нашей организации“».
Затем Вейрих создал прочный союз между Республиканской партией и многими консервативными христианами. Вскоре «моральное большинство» стало общим термином для консервативной политической активности евангелистов и фундаменталистов, таких как Пэт Робертсон, Джеймс Робисон и Джерри Фолуэлл. Говард Швебер, профессор Висконсинский университета в Мэдисоне, пишет, что «за последние два десятилетия» «политики-католики стали ведущими фигурами в религиозно-консервативном движении».

## Институции в США

### Национальные организации

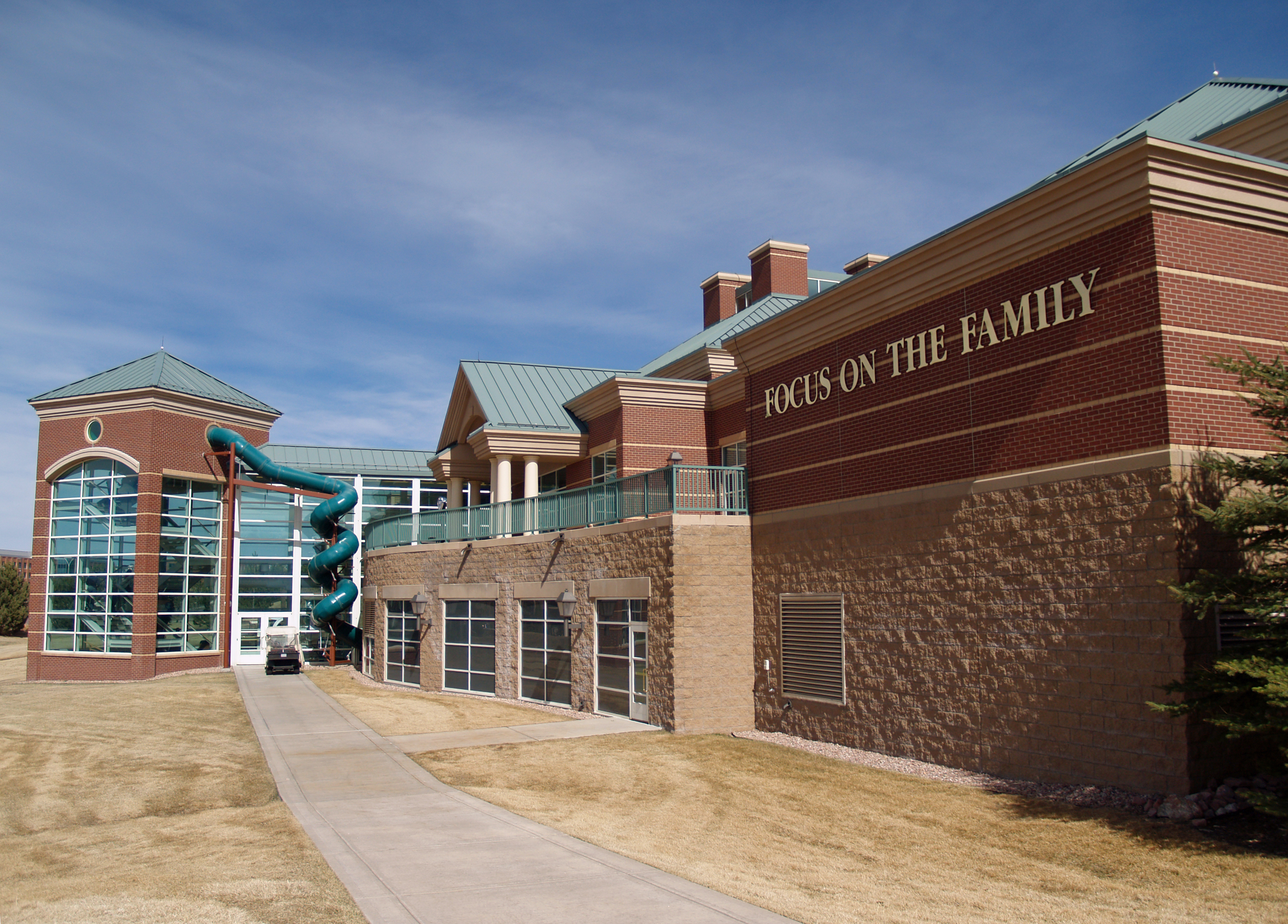
Центр приема посетителей Focus on the Family в Колорадо-Спрингс (штат Колорадо).

Правохристианские активисты c 1970-с 1970-х годов действовали внутри Республиканской партии как на местном, так и на национальном уровне, пытаясь повлиять на партийные платформы и выбор кандидатов. Одной из первых попыток привлечь правых христиан в американскую политику состоялась в 1974 году, когда активист Роберт Грант в Южной Калифорнии основал Американское христианское движение для борьбы за христианские ценности. Обеспокоенный тем, что на президентских выборах 1976 года подавляющее большинство христиан проголосовало за демократа Джимми Картера, Грант расширил своё движение и в 1977 году основал организацию «Христианский голос», чтобы сплотить избирателей-христиан в поддержку социально-консервативных кандидатов. Одним из соучредителей стал влиятельный политический активист и комментатор Пол Вейрих), один из основателей Heritage Foundation. Однако уже в 1978 году союз между Вейрихом и Грантом распался. В следующем 1979 году Вейрих вместе с влиятельным пастором и телепроповедником Джерри Фолуэллом создали движение «Моральное большинство».
В конце 1980-х годов популярный телепроповедник Пэт Робертсон вместе с республиканским активистом Ральфом Ридом основал Христианскую коалицию Америки. В 1992 году Христианская коалиция начала выпускать справочники для избирателей, которые она распространяла среди консервативных христиан, как протестантов, так и католиков, с благословения католического архиепископа Нью-Йорка. Под руководством Рида и Робертсона Коалиция быстро стала самым заметной организацией в консервативном христианском движении. Кульминацией её влияния стала попытка поддержать избрание консервативного христианина на пост президента в 1996 году. Кроме того, они способствовали сближению консервативной христианской идеологии с такими вопросами, как здравоохранение, экономика, образование и преступность.
В эссе, написанном в 1996 году, Ральф Рид выступил против морально-абсолютистского тона лидеров христианских правых, утверждая, что Платформа Республиканской партии должна подчёркивать моральный аспект аборта, а не делать акцент на отмене дела «Роу против Уэйда». Рид считает, что прагматизм — лучший способ отстаивать идеи правых христиан.
В XXI веке большого влияния на законодателей-республиканцев добились Focus on the Family и Совет по исследованию семьи. Глава Focus on the Family Джеймс Добсон весьма осторожно относится к политическому спектру, и большая часть ресурсов его группы посвящена другим целям, таким как медиа. Однако как частное лицо Добсон высказывал своё мнение по поводу президентских выборов; 5 февраля 2008 года Добсон выступил с заявлением по поводу президентских выборов 2008 года и своего сильного разочарования кандидатами от Республиканской партии.

### Политическая деятельность церквей
Активное участие в политических процессах и откровенная пристрастность церквей могут поставить под угрозу их освобождение от налогов согласно статье 501(c)(3) из-за поправки Джонсона к Налоговому кодексу.
Одним из показательных примеров вовлечения церкви в политику является случай с пастор баптистской церкви Ист-Уэйнсвилля в Уэйнсвилле (Северная Каролина), который «сказал прихожанам, что любой, кто планирует голосовать за сенатора-демократа Джона Керри, должен либо покинуть церковь, либо покаяться». Позже церковь исключила девять своих членов, проголосовавших за Керри и отказавшихся покаяться, что вызвало критику на национальном уровне. Пастор был вынужден подать в отставку, а изгнанным членам церкви было разрешено вернуться.
Консервативная христианская юридическая группа Альянс в защиту свободы в 2008 году запустила «Инициативу свободы кафедры». Альянс заявляет, что «цель свободы кафедры проста: объявить поправку Джонсона неконституционной — и раз и навсегда лишить Налоговое управление возможности подвергать цензуре то, что пастор говорит с кафедры».

### Электоральная активность
Как правые христиане, так и светские организации иногда проводят опросы, чтобы определить, какие кандидаты в президенты получат поддержку правых христиан. Один из таких опросов с 2007 года проводится на Саммите избирателей Совета по семейным исследованиям. Успех Джорджа Буша-младшего на выборах во многом обязан его подавляющей поддержке со стороны белых избирателей-евангелистов, которые составляют 23 % всех голосов. В 2000 году он получил 68 % голосов белых евангелистов; в 2004 году этот показатель вырос до 78 %. В 2016 году Дональд Трамп получил 81 % голосов белых евангелистов.

### Образование

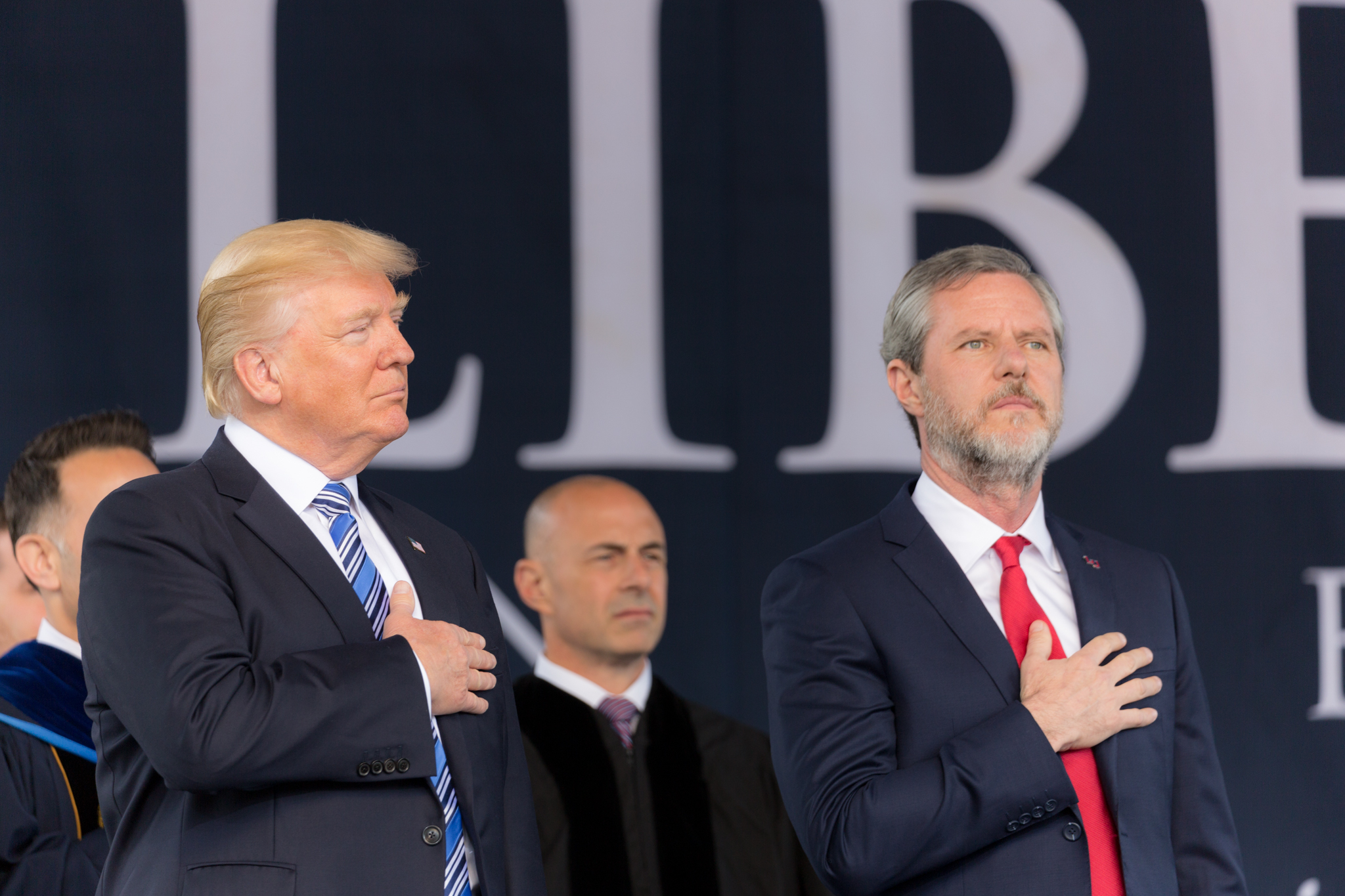
Джерри Фолуэлл-младший и Дональд Трамп в баптистском Университете Либерти.

В 1983 году юрист Майкл Фаррис основал Ассоциацию правовой защиты домашних школ, а позже Колледж Патрика Генри. Организация Майкла Фарриса оспаривает законы, которые по её мнению мешают родителям обучать своих детей на дому, а также пытаются объединить семьи, практикующие домашнее обучение. Количество семей, обучающих детей на дому, увеличилось за последние двадцать лет, и около 80 % этих семей считают себя евангелистами.
Основные университеты, связанные с христианскими правыми в Соединённых Штатах:
- Университет Боба Джонса[англ.] — протестантский фундаменталистский институт, основанный в 1927 году[60].
- Христианский колледж[англ.] — римско-католическое учреждение, основанное в 1977 году[61].
- Университет Либерти — баптистское учреждение, основанное в 1971 году[62].
- Регентский университет — евангельское христианское учреждение, основанное в 1977 году[62].

### Медиа
Средства массовой информации сыграли важную роль в подъёме христианских правых и продолжают оставаться мощной силой политического христианства сегодня. Роль средств массовой информации для религиозных правых была важна как средство связать христианскую аудиторию с более широкой американской культурой, в то же время привнося и поддерживая религию в качестве политической и культурной силы. Политическая повестка христианских правых распространялась среди населения через различные средства массовой информации, включая радиовещание, телевидение и литературу.
Религиозное вещание началось в 1920-х годах по радио. В период между 1950-ми и 1980-ми годами телевидение стало мощным средством христианского права влиять на публику через такие шоу, как The 700 Club Пэта Робертсона и The Family Channel. Интернет также помог правым христианам охватить гораздо более широкую аудиторию. Веб-сайты организации играют важную роль в популяризации позиции правых христиан по культурным и политическим вопросам и информируют заинтересованных зрителей о том, как помочь консервативным политикам. Христианская коалиция, например, использовала Интернет для информирования общественности, а также для продажи товаров и привлечения новых членов.

## Взгляды

### Образование
Христианские правые решительно выступают за систему выбора образования с использованием системы школьных ваучеров вместо монополии государственного образования. Ваучеры будут финансироваться государством, и их можно будет обменять на «оговоренную максимальную сумму на ребёнка в год, если они будут потрачены на утвержденные образовательные услуги». Этот метод позволит родителям определить, какую школу будут посещать их ребёнок, снизив при этом экономическое бремя, связанное с частными школами. Эта концепция популярна среди учащихся церковных школ, в том числе связанных с католицизмом.

### Эволюция
Правые христиане из числа протестантов в Соединённых Штатах обычно продвигают учение о креационизме и разумном замысле вместо биологической эволюции или наряду с ней. Некоторые правые христиане в прошлом выступали против преподавания эволюции, но у них не было возможности запретить её преподавание в государственных школах, как это было сделано во время судебного процесса «Теннесси против Скоупса», в ходе которого школьного учителя естественных наук обвиняли в нарушении антидарвинистского «Акта Батлера» за преподавание эволюции в государственной школе. Другие христианские правые организации поддерживали преподавание креационизма наряду с эволюцией в государственных школах», в частности, продвигая теистический эволюционизм (также известный как эволюционный креационизм), в котором Бог считается инициатором эволюции.
Правые христиане, в частности, Discovery Institute, создали и популяризировали современную концепцию разумного замысла, которая стала широко известна после публикации в 1989 году книги «О пандах и людях». Discovery Institute в рамках своей инициативы продвижения концепции разумного замысла под названием «Центр науки и культуры» развернул кампанию Teach the Controversy. По мнению её сторонников, такой подход обеспечит обсуждение в учебной программе как сильных, так и слабых сторон эволюционной теории. Эта тактика подверглась критике со стороны судьи Джона Джонса в деле «Кицмиллер против школьного округа Довер», назвав её «в лучшем случае неискренней, а в худшем — уткой». Подавляющее большинство научных исследований, как в Соединённых Штатах, и в других странах, привели к выводу, что теория эволюции, используя техническое определение слова «теория», является единственным жизнеспособным объяснением развития жизни, и подавляющее большинство биологов решительно поддерживает её изучение на уроках естественных наук в государственных школах. За пределами Соединённых Штатов, а также среди американских католиков и традиционных протестантов христианские консерваторы в целом пришли к принятию теории эволюции.

### Половое просвещение
Некоторые христианские группы выступают за удаление литературы по половому просвещению из государственных школ, за отказ родителей от всестороннего полового просвещения или за Половое просвещение, ограниченное воздержанием. 30 % программ полового просвещения в Америке основаны на идеи воздержании. Эти программы пропагандируют воздержание до брака как единственный способ предотвратить беременность, заболевания, передающиеся половым путем, и эмоциональные проблемы, которые могут возникнуть в результате сексуальной активности. Нет никаких доказательств, подтверждающих эффективность полового воспитания, основанного только на воздержании; многочисленные исследования не обнаружили никакой пользы и даже обнаружили, что это может быть вредно. Было обнаружено, что он неэффективен для снижения риска заражения ВИЧ в развитых странах. Точно так же это не снижает уровень сексуальной активности или незапланированной беременности по сравнению с всесторонним половым просвещением.

### Домашнее обучение
Христианские правые продвигают домашнее и частное обучение как действительную альтернативу государственному образованию для родителей, которые возражают против учебных программ в школе. В 1999 году на дому обучалось 1,7 % учащихся, в 2016 году 3,3 %. Большая часть этого увеличения была связана с желанием обучать своих детей христианскому учению и оградить их от «неправильных» предметов и знаний. В 2003 году 72 % родителей, которые обучали своих детей на дому, назвали возможность давать религиозные или моральные наставления в качестве причины для отказа от государственных школ. Федеральный окружной суд США в Пенсильвании, рассмотрев дело «Кицмиллер против школьного округа Довер» постановил, что креационизм нельзя преподавать в государственных школах, в ответ официальные лица из числа правых христиан всё чаще выделяют государственные средства на чартерные школы, которые преподают такие программы, как ускоренное христианское образование.

### Саббатарианство[англ.]
Христианские правые выступают за законодательство, которое поддерживает и продвигает соблюдение субботы в соответствии с Десятью заповедями, например, так называемые «воскресные законы», ограничивающие или запрещающие определённые виды деятельности, например, продажу алкоголя, в определённые дни, обычно по воскресеньям, которое в христианстве считается «Днём Господним».

### Роль правительства
Сторонники правых христиан не имеют единой позиции в отношении роли правительства, поскольку это движение в первую очередь защищает социальный консерватизм; на самом деле, «борьба [разразилась] в партийных организациях штатов» между правыми христианами и другими консерваторами. Христианские правые продвигают консервативное толкование Библии как основы моральных ценностей и закреплить эти ценности на законодательном уровне. Некоторые представители правых христиан, особенно католики, признают поддержку католической церковью профсоюзов.

### Экономика
Ранние американские фундаменталисты, такие как Джон Р. Райс, часто отдавали предпочтение принципу невмешательства в экономике и были откровенными критиками «Нового курса» Рузвельта, а затем и «Великого общества» Джонсона. Современные христианские правые поддерживают экономическую консервативную политику, такую как снижение налогов, и социальную консервативную политику, такую как налоговые льготы на детей.

### Церковь и государство
Христианские правые считают, что разделение церкви и государства не является явным в американской Конституции, полагая вместо этого, что такое разделение создано, по их утверждению, судьями-активистами. В Соединённых Штатах христианские правые часто утверждают, что страна была «основана христианами как христианская нация». Правые христиане придерживаются позиции, согласно которой Положение об учреждении запрещает федеральному правительству создавать или спонсировать государственную церковь (например, Церковь Англии), но не мешает правительству признавать религию. Христианские правые указывают, что термин «отделение церкви от государства» происходит из письма, написанного Томасом Джефферсоном, а не из самой Конституции. Кроме того, Альянс в защиту свободы считает, что концепция «отделения церкви от государства» использовалась Американским союзом гражданских свобод и его союзниками для воспрепятствования общественному признанию христианства и ограничения религиозных свобод христиан.
Лидеры христианских правых утверждают, что Положение об учреждении не запрещает демонстрацию религии в общественной сфере. Поэтому они считают, что государственным учреждениям следует разрешить или даже обязать демонстрировать приверженность «Десяти заповедям». Эта интерпретация неоднократно отвергалась судами, которые находили, что такая демонстрация нарушает Положение об учреждении. Согласно решению Верховного суда по дело «Лемон против Курцмана», государственным чиновникам, однако, запрещено использовать свои полномочия для «продвижения или запрещения религии». Некоторые деятели христианских правых, такие как Брайан Фишер из Американской семейной ассоциации, утверждают, что Первая поправка должна применяться только к Конгрессу, а не к штатам. Эта позиция противоречит Биллю о правах.
Как правило, христианские правые поддерживают присутствие религиозных учреждений в правительстве и общественной сфере и выступают за меньшие ограничения на государственное финансирование религиозных благотворительных организаций и школ. И католики, и протестанты, согласно исследованию Гэллапа 2005 года, поддерживали школьную молитву в государственных школах.

### Ближний Восток
Многие евангелические протестанты, сторонники христианских правых, поддерживают государство Израиль. Некоторые из них, например, Эд Макатир, один из основателей «Морального большинства», связывают Израиль с библейскими пророчествами. Возникает эта вера, пример диспенсационализма, из идеи, что воссоздание Израиля является предпосылкой для Второго пришествия Иисуса, потому что оно представляет собой предсказанное Библией Собирание Израиля. Опрос 2017 года показывает, что этой веры придерживаются 80 % евангельских христиан, и что половина из них считают это важной причиной в пользу поддержки государства Израиль.
Во время гражданской войны в Ливане, начавшейся в 1975 году и закончившейся в 1990 году, многие христианские партии поддерживали ливанских правых, например, партию Катаиб, потому что они противостояли исламистам и левым, таким как шиитское движение «Амаль» и Прогрессивно-социалистическая партия.

### Аборт и контрацепция
Христианские правые против абортов, полагая, что жизнь начинается с момента зачатия и что аборт — это убийство. Так, они добиваются отмены вердикта по делу «Роу против Уэйда», а также поддерживают меры, направленные на то, чтобы сделать аборты менее доступными. Такие усилия включают запрет на аборт на поздних сроках, запрет государственного финансирования плановых абортов, прекращение финансирования налогоплательщиками Planned Parenthood и других организаций, предоставляющих услуги по прерыванию беременности, принятие законодательства, требующего родительского согласия или уведомление об абортах, сделанных несовершеннолетним, правовая защита нерождённых жертв насилия, правовая защита младенцев, родившихся живыми после неудачных абортов, и запрет на абортивные препараты.
Правые христиане решительно поддержали Рейгана в 1980 году, полагая, что он назначит судей Верховного суда, которые отменят вердикт по делу «Роу против Уэйда». Они были поражены и встревожены, когда его первым назначением стала Сандра Дэй О’Коннор, которая, как они опасались, не выступит против абортоа. Они много работали, чтобы провалить её кандидатуру, но потерпели неудачу.
Правые христиане утверждают, что так называемые «таблетки послезавтра», такие как Plan B и Ella, являются возможными абортивными средствами, способными помешать имплантации оплодотворённой яйцеклетки в стенку матки. В маркировке, предписанной Управлением по санитарному надзору за качеством пищевых продуктов и медикаментов США (FDA) для Plan B и Ella, указано, что они могут мешать имплантации, но, согласно статье The New York Times за июнь 2012 года, многие учёные считают, что они работают только за счёт вмешательства в овуляцию. и выступают за удаление слова «имплантация» с этикеток лекарств. Христианские правые утверждают, что химические свойства «таблеток послезавтра» делают их абортивными и что политика абортов влияет на научные суждения. Джонатан Имбоди из Христианской медицинской ассоциации говорит, что он задаётся вопросом, «не руководствуются ли эти решения идеологическими соображениями». В частности, многие католики, а также некоторые консервативные протестанты из числа христианских правых выступают против любых противозачаточных средств.

### Биотехнология
Из-за взглядов христианских правых на этику и в некоторой степени из-за негативных взглядов на евгенику, общих для большинства идеологий в Северной Америке, они работали над регулированием и ограничением применения биотехнологий. В частности, правые христиане выступают против терапевтического и репродуктивного клонирования человека, отстаивая запрет ООН в 2005 году на эту практику, а также исследования эмбриональных стволовых клеток, которые включают извлечение одной или нескольких клеток из человеческого эмбриона. Христианские правые поддерживают исследования взрослых стволовых клеток, амниотических стволовых клеток и индуцированных плюрипотентных стволовых клеток, в которых не используются клетки человеческих эмбрионов, поскольку рассматривают сбор биологического материала у эмбриона, не имеющего возможности дать разрешение, как нападение на живое существо.
Христианские правые также выступают против эвтаназии и в одном получившем широкую огласку случае пытались добиться вмешательства властей с целью запретить отключение Терри Шайво от искусственного питания.

### Противодействие наркотикам
Христианские правые исторически поддерживали движение за трезвость, выступая за полный запрет наркотиков и против попыток легализовать марихуану.

### Секс и сексуальность
Взгляды современных христианских правых на сексуальные вопросы проистекают из 1950-х годов, в период, когда многие христианские консерваторы в Соединённых Штатах видели в сексуальной распущенности угрозу их идеальному видению страны.:30
Начиная с 1970-х годов активизируются протесты консервативных христиан против распущенности, в основном как реакция на «Вседозволяющие шестидесятые» и растущее внимание к вопросам сексуальности, в том числе, имея в виду дело «Роу против Уэйда» и движение за права геев. Христианские правые продолжали делать вопросы сексуальности приоритетной политической задачей.:28
Христианские правые отстаивают себя как «самопровозглашённую совесть американского общества». В 1980-е годы политические эксперты и основные религиозные лидеры в значительной степени отвергли это движение как «сборник шутовских бывших». Позже оно возродилось, лучше организованное и более целенаправленное, заняв твёрдую позицию против абортов, порнографии, сексуальных отклонений и радикального феминизма.:4 В то же время, начиная с президентства Дональда Трампа, христианские консерваторы в основном воздерживались от участия в дебатах о сексуальной морали.
Влиятельные христианские правые организации, находящиеся в авангарде движения против прав геев в Соединённых Штатах, такие как Focus on the Family, Family Research Council и Family Research Institute,:15–16 заявлют, что они отвергают «указы Большого Брата» [государства], пытаясь извлечь выгоду из «общего чувства недовольства и деморализации правительством». В результате христианские правые поддержают идею малого правительства, ограничая его право выступать в качестве арбитра в спорах, касающихся ценностей и традиций. В этом контексте законы о правах геев стали для них символом якобы неконституционного «[вмешательства] правительства в личную свободу».:170–171
Организации, такие как Focus on the Family, Family Research Council, подчёркивают важность для общества таких вопросов, как аборты, однополые семьи и необходимость сохранения гендерных ролей. Многие, в том числе «Новые христианские правые», «по-разному отвергают либеральную Америку в пользу регулирования порнографии, законодательства против абортов, криминализации гомосексуальности и достоинств верности и лояльности в сексуальных отношениях», согласно социологу Брайану Тернеру.
Многие правые христиане считают однополые браки центральной проблемой культурной войны, в большей степени, чем другие вопросы прав геев, и даже более важным, чем аборты.:57 Легализация однополых браков в Массачусетсе, который в 2004 году первым из американских штатов признал права однополых пар на брак, стали поворотным событием для христианских правых, заставив их поставить противодействие этим бракам выше большинства других вопросов. Это также создало ранее неизвестные межрасовые и экуменические коалиции и стимулировало новую электоральную активность пасторов и общин.:58

#### Права ЛГБТ
В то время как многие христианские движения утверждают, что библейские тексты выступают против только определённых типов сексуального поведения, таких как педерастия, христианские правые в США обычно находятся в оппозиции к движению за права ЛГБТ. Во время администрации Трампа усилилась поддержка со стороны христианских правых законопроектов направленных под предлогом защиты свободы вероисповедания на освобождение отдельных лиц и предприятий от антидискриминационных законов, направленных на защиту ЛГБТ, если они утверждают, что их действия мотивированы религиозными убеждениями. Среди самых влиятельных организаций, продвигавших анти-ЛГБТ- и анти-трансгендерное законодательство при администрации Трампа, — Альянс в защиту свободы.

## Христианские правые и афроамериканцы
Христианские правые пытаются привлечь на свою сторону социальных консерваторов из «чёрных церквей». Перед президентскими выборами в США в 2016 году республиканец-афроамериканец Бен Карсон получил поддержку многих правых христиан. Другими афроамериканцами-христианами, которые отождествляют себя с консерватизмом, являются судья Верховного суда Кларенс Томас, рэпер Канье Уэст писательница Альведа Кинг и пастор Тони Эванс.

## Критика
Критика христианских правых часто исходит от других христиан, которые верят, что послание Иисуса было посвящено социальной ответственности и социальной справедливости. Теолог Майкл Лернер резюмировал: «Нечестивый союз политических правых и религиозных правых угрожает разрушить Америку, которую мы любим. Он также угрожает породить отвращение к Богу и религии, отождествляя их с милитаризмом, экологической безответственностью, фундаменталистским антагонизмом к науке и рациональному мышлению, а также равнодушие к нуждам бедных и беспомощных». Многие комментаторы, такие как методистский пастор Роб Шенк, историк религии Рэндалл Балмер и журналист Чарльз М. Блоу, критиковали правых христиан за их поддержку Дональда Трампа во время президентских выборов 2016 года, несмотря на то, что Трамп не придерживался ни одного из принципов, отстаиваемых христианскими правыми на протяжении десятилетий.

### Христианство и политика
Некоторые противники христианских правых утверждают, что Иисуса Христа можно считать левым в современном политическом спектре. Христианские левые считают, что забота Иисуса о бедных и насыщение голодных, среди прочего, сближают христианство с современным социализмом. Однако их оппоненты утверждают, что, хотя забота Иисуса о бедных и голодных является добродетельной и что у людей есть моральное обязательство помогать другим, отношения между благотворительностью и государством не следует толковать таким же образом.
По словам Фрэнка Ньюпорта из Gallup, «сегодня меньше американцев, которые одновременно очень религиозны и либеральны, чем американцы, которые одновременно очень религиозны и консервативны». Ньюпорт также отметил, что 52 % белых консерваторов считают себя «крайне религиозными», в то время как только 16 % белых либералов считают таковыми. Однако афроамериканцы, «наиболее религиозные из всех основных расовых или этнических групп в стране», «сильно ориентированы на голосование за демократов». Отмечая, что афроамериканцы-демократы более религиозны, чем белые демократы, Ньюпорт, однако, далее отметил, что афроамериканцы-демократы «гораздо более склонны быть идеологически умеренными или консервативными».
Некоторые критикуют то, что они считают политизацией христианства, считая, что Иисус вне рамок политических концепций.

### Доминионизм
Теология доминионизма это христианская политическая идеология, стремящаяся создать государство, управляемое христианами и основанное на библейских законах. Некоторые социологи использовали слово «доминионизм» для обозначения приверженности теологии доминионизма, а также его влияния на христианских правых, вдохновлённых теологией доминионизма. Хотя такое влияние (особенно реконструкционизма) описывалось многими авторами, сторонников реконструкционизма немного и они маргинализованы среди консервативных христиан. В начале 1990-х годов социолог Сара Даймонд определила доминионизм в своей докторской диссертации как движение, которое, хотя и включает в себя теологию доминионизма и реконструкционизм как подмножества, имеет гораздо более широкий охват, распространяясь на большую часть правых христиан. За ней последовали журналисты, среди которых были Фредерик Кларксон и Крис Хеджес, а также другие, которые подчёркивали влияние доминионистских идей на христианских правых.
Термины «доминионист» и «доминионизм» редко используются христианскими правыми для самоописания, наоборот, их использование подвергается нападкам со стороны правохристианских кругов. Так, консервативный комментатор и автор Стэнли Курц назвал это «заговорщическим вздором», «политической паранойей» и «виной по ассоциации», осудив «расплывчатые характеристики» Хеджеса, которые позволяют ему «нарисовать весьма сомнительную картину практически безликого и безымянного «доминиониста». Курц также жаловался на предполагаемую связь между обычными евангельскими христианами и экстремизмом, таким как христианский реконструкционизм:
Представление о том, что консервативные христиане хотят восстановить рабство и править посредством геноцида, не просто безумно, это опасно. Самой тревожной частью статьи на обложке журнала Harper (за авторством Криса Хеджеса) была попытка связать христианских консерваторов с Гитлером и фашизмом. Как только мы признаем сходство между консервативными христианами и фашистами, как предполагает Хеджес, мы сможем противостоять христианскому злу, отложив в сторону «старые вежливые правила демократии». Таким образом, дикие теории заговора и представления о геноциде на самом деле служат поводом для левых игнорировать правила демократии и побеждать консервативных христиан любыми средствами.
Лиза Миллер из Newsweek пишет, что многие предупреждения о «доминионизме» являются «параноидальными» и считает, что «это слово создаёт осадный менталитет, в котором „нам“ нужно защищаться от „них“». Росс Даутхат из The New York Times отметил, что «многие люди, которых авторы, такие как Даймонд и другие, называют „доминионистами“, откажутся от этого ярлыка, многие определения „доминионизма“ объединяют несколько очень разных христианских политических теологий, и ведутся оживлённые споры о том, полезен ли этот термин вообще». По мнению политолога Джо Картера из First Things, «термин был придуман в 1980-х годах Даймондом и не используется за пределами либеральных блогов и веб-сайтов. Ни один уважаемый учёный не использует этот термин, поскольку это бессмысленный неологизм, который Даймонд придумала для своей диссертации», в то время как Джереми Пирс из First Things использует термин «доминионизм» для описания тех, кто продвигает идею о существовании доминионистского заговора.
Другая часть критиков сосредоточены на правильном использовании термина. Берле писал, что «некоторые критики христианских правых расширили термин „доминионизм“ до предела» и утверждал, что вместо того, чтобы навешивать ярлык экстремистов на консерваторов было бы лучше «поговорить с этими людьми» и «вовлечь их». Сара Даймонд в писала, что «статьи либералов о планах правохристианского захвата власти обычно принимают форму теории заговора», и утверждала, что вместо этого следует «анализировать тонкие способы», которыми такие идеи, как доминионизм, «укореняются в движениях» и почему так происходит.
Дэн Олинджер, профессор фундаменталистского Университета Боба Джонса, сказал: «Мы хотим быть хорошими гражданами и участниками, но на самом деле мы не заинтересованы в том, чтобы использовать железный кулак закона, чтобы заставить людей делать всё, что должны делать христиане». Пастор Боб Маркорель сказал, что Средневековье было достаточным доказательством того, что христианские правящие группы почти всегда бывают развращены властью. «Когда христианство становится государством, возникает вопрос, чьё христианство?» — спрашивает Маркорель.

## Христианские правые за пределами США
Хотя христианские правые наиболее сильны в Соединённых Штатах, они также присутствуют в Канаде и некоторых других странах. Американский социолог Алан Кертис считает, что американские христианские правые «являются явлением, которое европейцам очень трудно понять». Однако Робин Петтит, профессор Кингстонского университета в Лондоне, утверждает, что, как и христианские правые в США, христианско-демократические движения в Европе и Латинской Америке «в равной степени движимы дебатами о роли государства и церкви в политической, общественной и нравственной жизни».

### Канада
Религия была ключевым фактором в канадской политике задолго до того, как в 1867 году была создана Канадская конфедерация, когда консерваторы были партией католиков-традиционалистов и англиканцев, а либералы были партией протестантских диссидентов и антиклерикально настроенных католиков. Эта модель в основном сохранялась до середины XX века, когда возникло новое разделение между левыми христианами (приверженцами социального евангелизма и экуменизма) и правыми христианами (приверженцами фундаментализма и библейского буквализма). Христианские левые (наряду со светскими и антирелигиозными левыми) со временем примкнули к Новой демократической партии, в то время как правые присоединились к Партии социального кредита, особенно в Западной Канаде, и, в меньшей степени, к прогрессивным консерваторам.
Партия социального кредита, основанная в 1935 году, ознаменовала собой серьёзное изменение в религиозной жизни Канады. До этого времени фундаменталисты избегали политики как «мирской» и отвлекающей от религиозной практики. Однако новую партию основал радиопроповедник-фундаменталист и учитель библейской школы Уильям Аберхарт, известный как «Библейский Билл». Аберхарт смешал свою собственную интерпретацию Священного Писания и пророчеств с теориями денежной реформы социального кредита, чтобы создать движение, охватившее Альберту и с большим перевесом победившее на провинциальных выборах 1935 года. Затем Аберхарт и его ученик Эрнест Мэннинг управляли провинцией в течение следующих сорока лет, несколько раз пытаясь расширить свою деятельность на остальную часть Канады. В 1987 году сын Мэннинга, Престон Мэннинг, основал Реформистскую партию Канады, которая вскоре стала главной в стране партией религиозных правых. Партия получила большинство мест в Западной Канаде на повторных выборах, но неудачно выступила на выборах прорваться в Восточной Канаде, хотя и стала официальной оппозицией в период с 1997 по 2003 года. В 2000 году партия была переименована в Канадский альянс, а в 2003 объединилась с прогрессивными консерваторами, чтобы создать Консервативную партию Канады во главе со Стивеном Харпером, членом Христианско-миссионерского альянса, который в 2006 году стал премьер-министром.

### Карибский бассейн, Латинская Америка и Чёрная Африка
Христианские правые в странах Карибского бассейна, Латинской Америки и Чёрной Африки тесно связаны с растущим распространением евангелистско-пятидесятнического движения в странах глобального Юга и «третьего мира». Католики в странах Карибского бассейна, Латинской Америки и Чёрной Африки, несмотря на то, что обычно они социально консервативны, имеют тенденцию быть более левыми в экономике из-за традиционных учений католической социальной доктрины. С другой стороны, евангелисты-пятидесятники в основном принадлежат к неопятидесятническому движению и, следовательно, верят в теологию процветания, которая оправдывает большинство их неолиберальных экономических идей. Они также крайне социально консервативны, даже по стандартам стран «третьего мира».
В Мексике интересы христианских правых представляют различные политические организации и общественные объединения. Наиболее примечательным случаем является Партия национального действия, консервативная партия, придерживающаяся христианско-демократических идей, находящаяся под сильным влиянием социального учения католической церкви и дважды побеждавшая на выборах президента Мексики. Партия заявляет о решительном неприятии абортов, однополых браков и легализации наркотиков, а также о многих других консервативных мерах. Кроме того, видные деятели партии были связаны с организациями католической церкви. Христианские правые из числа мексиканских протестантов, хотя и в течение относительно короткого времени, были представлены вначале Партией общественных собраний (2006—2018), а затем её и преемницей — Партией собраний солидарности. Обе партии были основаны юристом и пастором-пятидесятником Уго Эриком Флоресом. В 2020 году партия насчитывала 38 алькальдов и 7 депутатов законодательных собраний штатов. Другие организации и ассоциации христианских правых, включают Национальный фронт за семью, Организацию общего блага, имеющую тесные связи с правыми политиками, и «Легионерами Христа», католической клерикальной организацией, объединяющей священников и кандидатов в священники.
В Бразилии христианские правые имеют большое влияние в парламенте и в обществе в целом. Они активно продвигают социально-консервативные идеи, такие как противодействие абортам, правам ЛГБТ, легализации марихуаны, сексуальному и гендерному просвещению в школах, а также поддерживают снижение возраста уголовной ответственности. За исключением левых и крайне левых партий с социально-прогрессивными убеждениями, таких как Партия трудящихся и Партия социализма и свободы, христианских консерваторов можно найти во всех остальных политических партиях Бразилии. Чаще они связаны с такими партиями, как Социал-демократическая партия, Демократы, Социал-либеральная партия, Социал-христианская партия, Либеральная партия, «Республиканцы» и «Патриоты». В 2016 году Марсело Кривелла, пастор пятидесятнической Всемирной церкви «Царство Божие», при поддержке республиканцев выиграл выборы мэра Рио-де-Жанейро, второго по величине города Бразилии, став первым в Бразилии представителем евангелического блока занявшим пост мэра большого города. В 2018 году Жаир Болсонару был избран президентом при широкой поддержке консервативных католиков, харизматов, евангелистов и пятидесятников. Другой кандидат, Кабо Дачоло от «Патриотов», набрал намного меньшее количество голосов, но также привлёк большое внимание средств массовой информации и общественности в целом. У обоих была правая популистская, христианско-националистическая программа, но Болсонару занимал национал-консервативные и экономическо-либеральные позиции, контрастируя с ультранационалистическими, теократическими и протекционистскими взглядами Дачоло.

### Нидерланды
В Нидерландах действуют две политические партии, представляющие протестантов-кальвинистов: ультраконсервативная правая Реформатская политическая партия (SGP) и более умеренный Христианский союз (CU). На протяжении поколений они владеют собственными газетами и радиовещательными станциями. SGP насчитывает около 30 000 членов и представлена в обеих палатах парламента. На протяжении всей своей столетней истории она находилась в оппозиции к правительству, время от времени идя на компромиссы. Так, в 2010—2012 годах SGP помог правительству Нидерландов провести нужные ему законы через Вторую палату. Взамен правительство не увеличило количество воскресений, в которые разрешены покупки.

### Другие страны
В Северной Ирландии Иан Пейсли почти 37 лет возглавлял протестантскую фундаменталистскую Демократическую юнионистскую партию (DUP), оказавшую значительное влияние на культуру провинции. Какое-то время после выборов 2017 года DUP обеспечивала большинство правящей Консервативной партии, хотя это соглашение и вызвало обеспокоенность со стороны социально-либеральных элементов партии по поводу возможного влияния DUP на социальную политику. Впрочем, никаких доказательств того, что это произошло, нет. Британский религиовед Карен Армстронг упомянула британского евангелического лидера Колина Уркхарта как сторонника позиций, сходных с правыми христианами. Некоторые члены Консервативной партии и Партии Брексита, в том числе Энн Уиддекомб, Джейкоб Рис-Могг, Надин Доррис, Мэтью Оффорд и Питер Боун, также поддерживают некоторые ценности правых христиан.
В Австралии христианский фундаментализм является основой для Фреда Найла и его Христианско-демократической партии, а также партии «Семья прежде всего». Обе партии пропагандируют социальный консерватизм, выступая против прав геев и абортов. Некоторые члены Либеральной и Национальной партий и даже левоцентристской Австралийской лейбористской партии также поддерживают некоторые ценности христианский правых, в первую очередь на аборты и права геев. Консервативная организация Австралийское христианское лобби выступает за противодействие однополым бракам в федеральной и региональной политике.
На Филиппинах, где испанская колонизация привела к распространению католицизма, религиозный консерватизм оказывает сильное влияние на национальную политику. Некоторые утверждают, что христианские правые США могут иметь корни на Филиппинах.
В Швейцарии действует небольшая правохристианская национал-консервативная протестантская партия Федерально-демократический союз (ФДС). В 1970—1980-е годы поддержка партии росла за счёт консервативных церковных групп. В 1990-х и 2000-х годах ФДС имел представительство в парламенте, после выборов 2011 года его потерял, но в 2019 году смог занять одно депутатское место.
В Скандинавии к христианским правым относятся Партия Центра — фундаменталистская партия, ориентированная на библийские ценности; за неё в разное время голосовало от 4 до 8 % избирателей. Близки к правохристианским кругам шведские Христианские демократы, норвежская Христианская народная партия и датские Христианские демократы, однако они менее ортодоксальны в религиозном отношении и похожи на господствующую европейскую христианскую демократию.
На Фиджи действует Социал-демократическая либеральная партия — консервативная и националистическая партия, которая стремится сделать христианство государственной религией, в то время как согласно конституции Фиджи светское государство. По итогам выборов 2014 и 2018 годов партия является основной оппозиционной силой в парламенте.
В Польше католическую национально-консервативную партию «Право и справедливость» можно считать партией христианских правых.
В Венгрии правящая национал-консервативная партия Фидес также может считаться партией христианских правых. Её лидер Виктор Орбан известен тем, что в политической борьбе апеллирует консервативные христианские ценности.
Христианские правые занимают сильные позиции во многих консервативных партиях по всему миру, хотя многие члены этих партий также, как это ни парадоксально, решительно выступают против таких взглядов.

## Ассоциированные партии
Ниже перечислены политические партии, сформированные христианскими правыми активистами:
- Австралийские христиане[англ.] (Австралия)
- Христианско-демократическая партия[англ.] (Австралия)
- Христианская партия Австрии (Австрия)
- «Мы верим» (Боливия)
- Альянс за Бразилию[англ.] (Бразилия)
- «Патриот[англ.]» (Бразилия)
- Партия христианского наследия Канады (Канада)
- Партия национального возрождения (Коста-Рика)
- Христианско-демократическая народная партия (Венгрия)
- Катаиб (Ливан)
- Христианско-либеральная партия (Южная Корея)
- Партия христианских ценностей (Швеция)
- Федерально-демократический союз (Швейцария)
- Реформатская партия (Нидерланды)
- Никарагуанская партия христианского пути (Никарагуа)
- Христиане[англ.] (Норвегия)
- Порядок и справедливость (Польша)
- Альянс за объединение румын[англ.] (Румыния)
- Христианская партия[англ.] (Великобритания)
- Индийская национал-христианская партия (Индия)
- Партия христианской свободы[англ.] (США)
- Партия американской солидарности[англ.] (США)[201]
- Конституционная партия (США)[202]
- Партия прогибиционизма (США)
- Демократическая юнионистская партия (Ольстер)
- Традиционный юнионистский голос[англ.] (Ольстер)